# Cynoglossus lineolatus
Cynoglossus lineolatus är en fiskart som beskrevs av Steindachner, 1867. Cynoglossus lineolatus ingår i släktet Cynoglossus och familjen Cynoglossidae. Inga underarter finns listade i Catalogue of Life.